# La rendición del príncipe Diponegoro ante el general De Kock
La rendición del príncipe Diponegoro ante el general De Kock (en neerlandés: De onderwerping van Diepo Negoro aan luitenant-generaal baron De Kock) es un óleo sobre lienzo del pintor holandés Nicolaas Pieneman. Terminado entre 1830 y 1835, representa, desde la perspectiva de la victoria colonial holandesa, la captura del príncipe Diponegoro en 1830, que marcó el final de la Guerra de Java (1825-1830).

## Descripción
La pintura representa la captura del príncipe Diponegoro, noble y líder principal javanés en la Guerra de Java, por el teniente general Hendrik Merkus de Kock el 28 de marzo de 1830. El arresto se retrata desde una perspectiva colonial holandesa, con Diponegoro abandonando a sus seguidores y presenta pacíficamente a un seguro De Kock con la bandera neerlandesa ondeando encima de la casa del teniente general. Diponegoro es ilustrado un escalón por debajo de De Kock, que está señalando hacia el carro que llevará al líder de la guerrilla al exilio.
Los soldados de Diponegoro dejan sus armas en el suelo, tras la rendición de su líder; algunos se lanzan al suelo frente a él. Aparentemente están sumisos al poder holandés, en lo que el historiador de arte Werner Krauss describe como reconocimiento de que las « severas medidas de De Kock eran en pro de los javaneses, y que el pobre general De Kock no tenía más remedio que expulsar a Pangeran Dipanegara, al igual que un padre amoroso tiene que enviar lejos a un hijo equivocado con el fin de darle una valiosa lección».
Esta pintura al óleo sobre tela mide 77 por 100 centímetros (30 por 39 pulgadas).

## Contexto histórico
Diponegoro (1785-1855), descendiente de los sultanes de Yogyakarta, fue designado en muchas ocasiones como sucesor al trono. En 1825, después de declararse Ratu Adil (el Único Rey en indonesio) y someter a sus infieles enemigos por su práctica laxa del islam, comenzó una guerra contra el sultán reinante y el gobierno colonial holandés. En la lucha de cinco años que siguió, que se libró en gran parte del centro de Java, más de 200 000 javaneses y 15 000 soldados holandeses perecieron. El 28 de marzo de 1830, con la mayor parte de los otros líderes guerrilleros capturados, Diponegoro fue invitado por el teniente general De Kock a su casa en Magelang para negociar el fin de las hostilidades y le garantizó seguridad en el trayecto. Allí, después de tres horas, Diponegoro fue detenido. Fue mandado exiliado en Macasar (isla de Célebes), donde permaneció hasta su muerte.

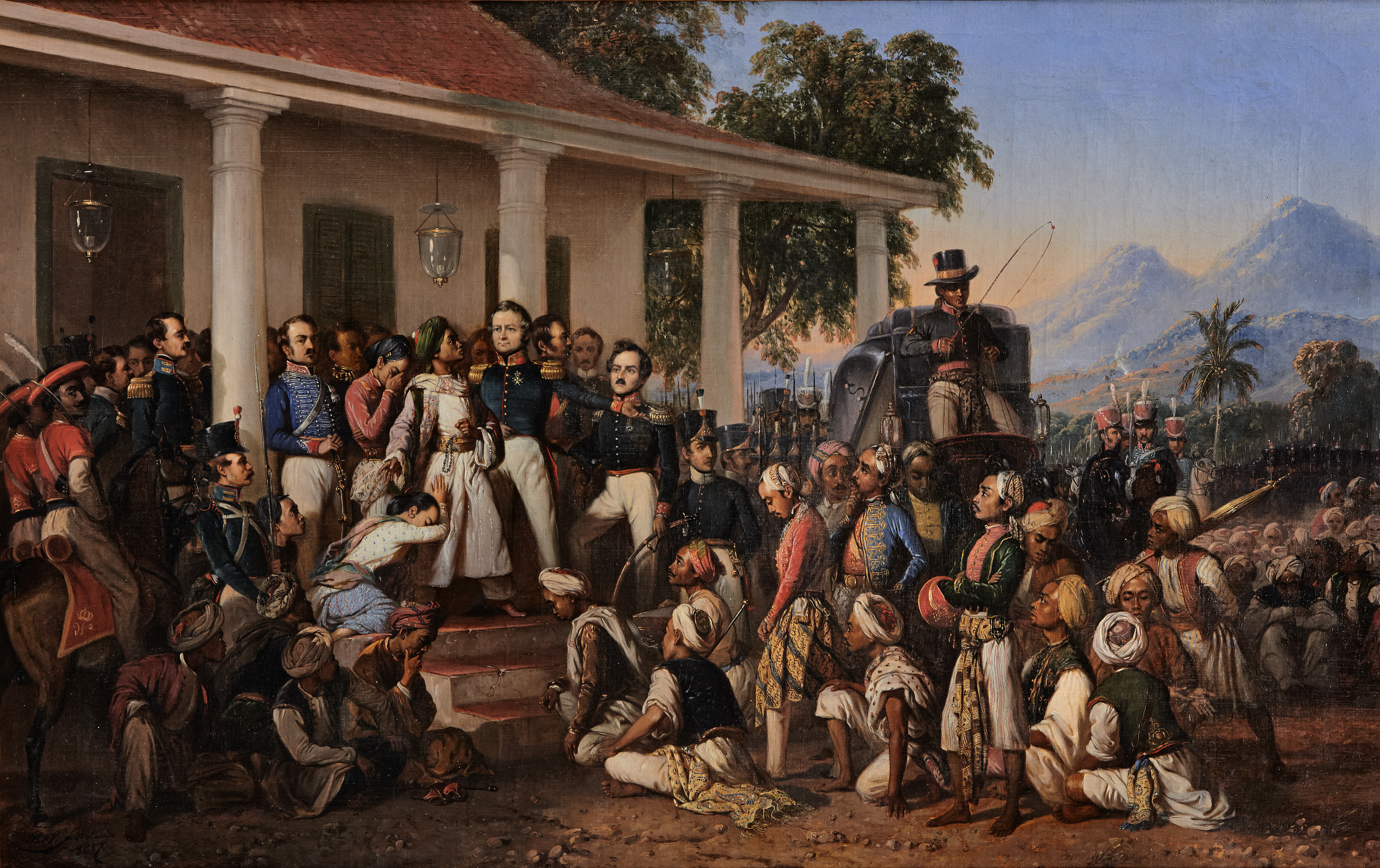
El arresto de Pangeran Diponegoro, por Raden Saleh.

De onderwerping van Diepo Negoro fue un encargo del general De Kock y su familia. El artista, Nicolaas Pieneman, nunca estuvo en la colonia holandesa en las Indias, y por lo tanto no está claro en qué basó sus representaciones de la zona alrededor de la casa de De Kock, o los rostros y otras características físicas de las personas ilustradas. De hecho, los soldados javaneses tienen más apariencia árabe que indígena. Probablemente Pieneman se inspiró por dibujos de De Kock o de su par, el alcalde Francois Victor Henri Antoine Ridder de Stuer.
La pintura fue propiedad de la familia De Kock hasta que fue donado al Rijksmuseum en Ámsterdam el 29 de enero de 1907 por F. L. W. de Kock. Entre el 1 de diciembre de 1993 y 31 de marzo de 1994, fue parte de una exposición de arte colonial en Harderwijk. En 2014, estaba en exhibición en la Sala 1.17 del Rijksmuseum.
La captura de Diponegoro fue el tema de otra pintura, El arresto de Pangeran Diponegoro, por el noble javanés Raden Saleh, quien la completó en 1857 y la presentó al rey Guillermo III de los Países Bajos. Al contrario que a un Diponegoro sumiso y golpeado como en la pintura de Pieneman, Saleh le representa como un hombre malhumorado y desafiante que lucha para controlar sus emociones; incluso, en lugar de un poderoso gobernador De Kock, lo ubicó a la izquierda en su lado «femenino». La escritora Susie Protschky describió tanto a las obras de Pieneman y de Saleh como «dos de los cuadros históricos más conocidos de las Indias».